# Parc national d'Abuko
Le parc national d'Abuko est une réserve naturelle de Gambie située au sud de la ville d'Abuko. Il a été créé en 1968. C'est une attraction touristique populaire et c'est la première réserve animalière du pays. Il a une surface de 107 hectares.

## Histoire
La zone a bénéficié pour la première fois d'une certaine protection en 1916 lorsque le ruisseau Lamin, qui traverse la réserve, a été clôturé pour former un point de collecte d'eau. La clôture du ruisseau a permis de développer la faune et la flore de forêt.
En 1967, l'agent de la faune Eddie Brewer et sa fille Stella Marsden ont visité la région et ont réalisé l'importance de la conservation de la forêt et de sa faune. Brewer a fait une demande au gouvernement pour que la zone soit protégée. En 1968, le Département de la faune, aujourd'hui le Gambia Department of Parks and Wildlife Management, a été créé dans la réserve.

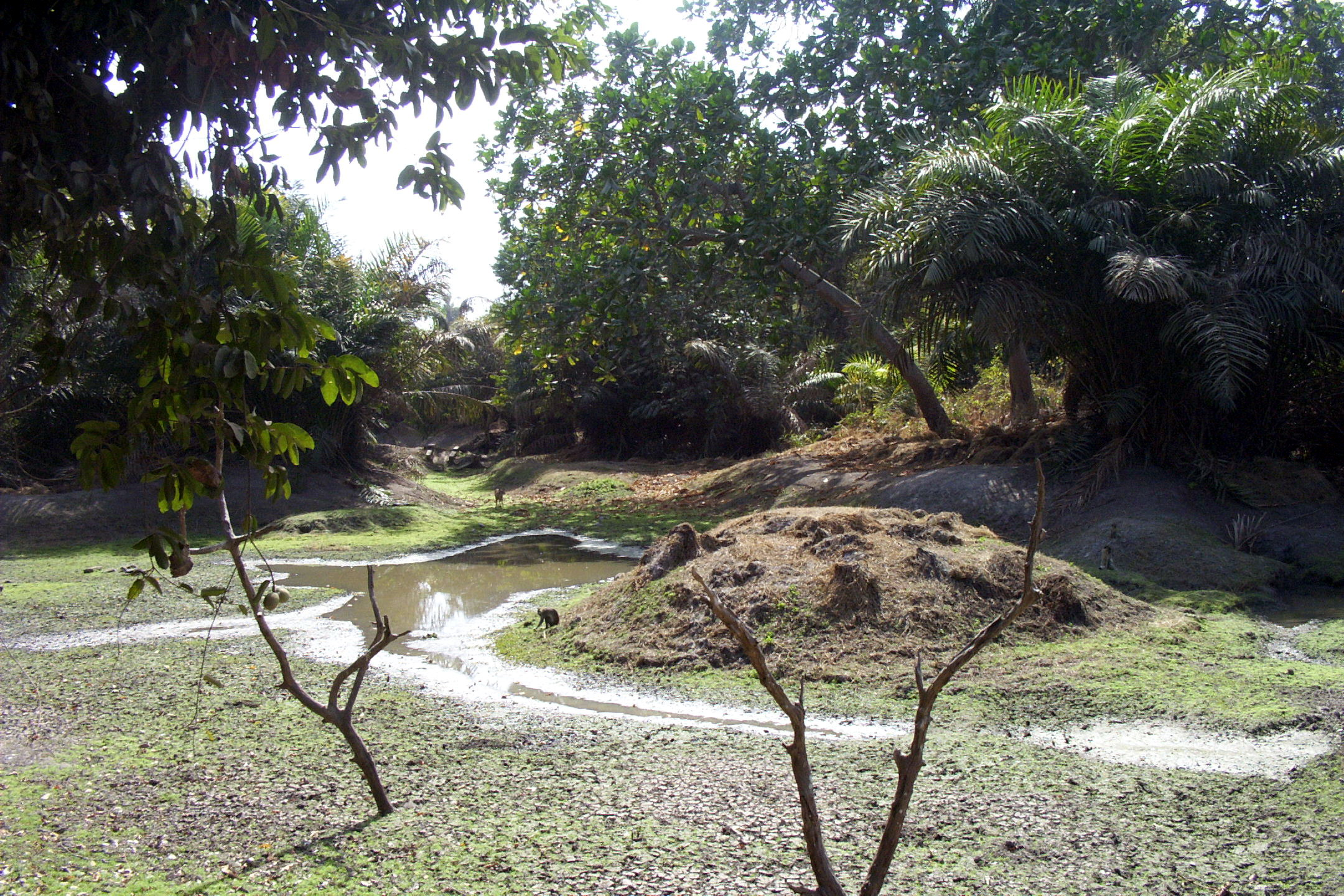
Le ruisseau Lamin en février

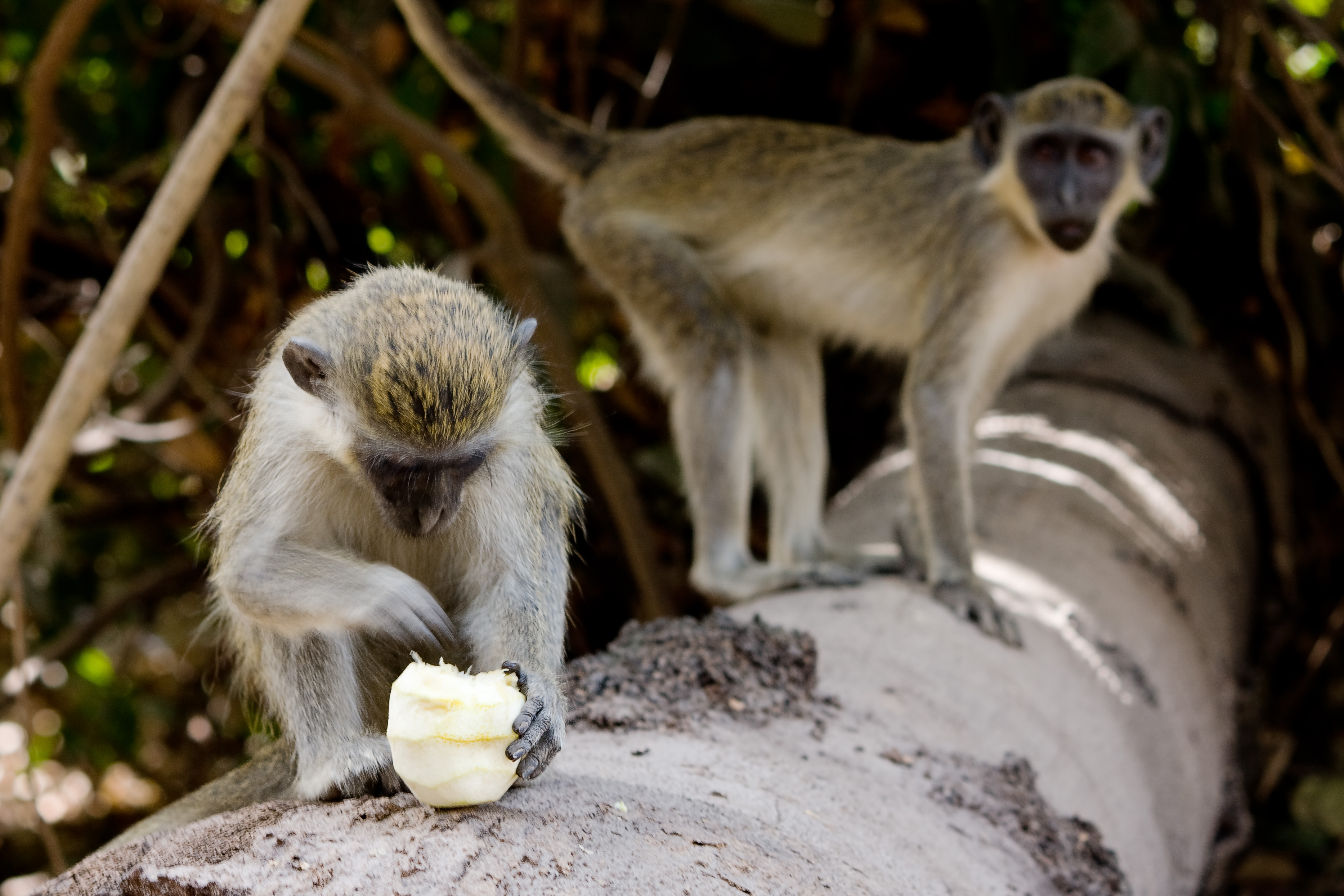
Un singe mangeant une orange dans le parc

## Environnement

### Flore
La flore se compose d'un paysage typique de savane et de forêt galerie. Les arbres typiques, pouvant atteindre jusqu'à 10 mètres de haut, sont : le palmier à huile, l'acajou, l'iroko et l'Anthocleista procera.

### Faune
Il existe trois espèces de singes : les singes vervets, les singes colobes roux et les singes patas. Les autres mammifères observables comprennent l'antilope, l'écureuil, le porc-épic, la civette palmiste africaine, les mangoustes, les galagos et plusieurs types de rongeurs, dont les aulacodes. À une extrémité du site se trouvent plusieurs enclos qui servent d'orphelinat pour les animaux dans le besoin, dont un enclos dans lequel est détenue une meute de hyènes.
Parmi les reptiles du parc, on trouve le varan, le crocodile du Nil, le crocodile nain, le cobra cracheur, le cobra noir, le python, la vipère heurtante et le mamba vert.
Plus de 250 espèces d’oiseaux ont été recensées dans la forêt. La réserve a été désignée Zone Importante pour la Conservation des Oiseaux (ZICO) par BirdLife International car elle abrite des populations importantes de francolins d'Ahanta, de râles à miroirs blancs, de touracos verts, d'éperviers à pattes rouges, de calaos pies d'Afrique de l'Ouest, d'indicateurs tachetés, de pics tachetés de chamois, de moucherolles -grièches d'Afrique, de moucherolles de paradis à ventre rouge, de nicators occidentaux, de crombecs verts, de camaroptères vert olive, d'ailes-de-scie de Fanti, de becs- de-poilus à tête grise, de bulbuls de palmier des marais, d' amours-feuilles, d'hylias verts, de malimbes à bec bleu, de becs-bleus occidentaux et de nigritas à poitrine marron.
On y trouve également de nombreux papillons et mites.

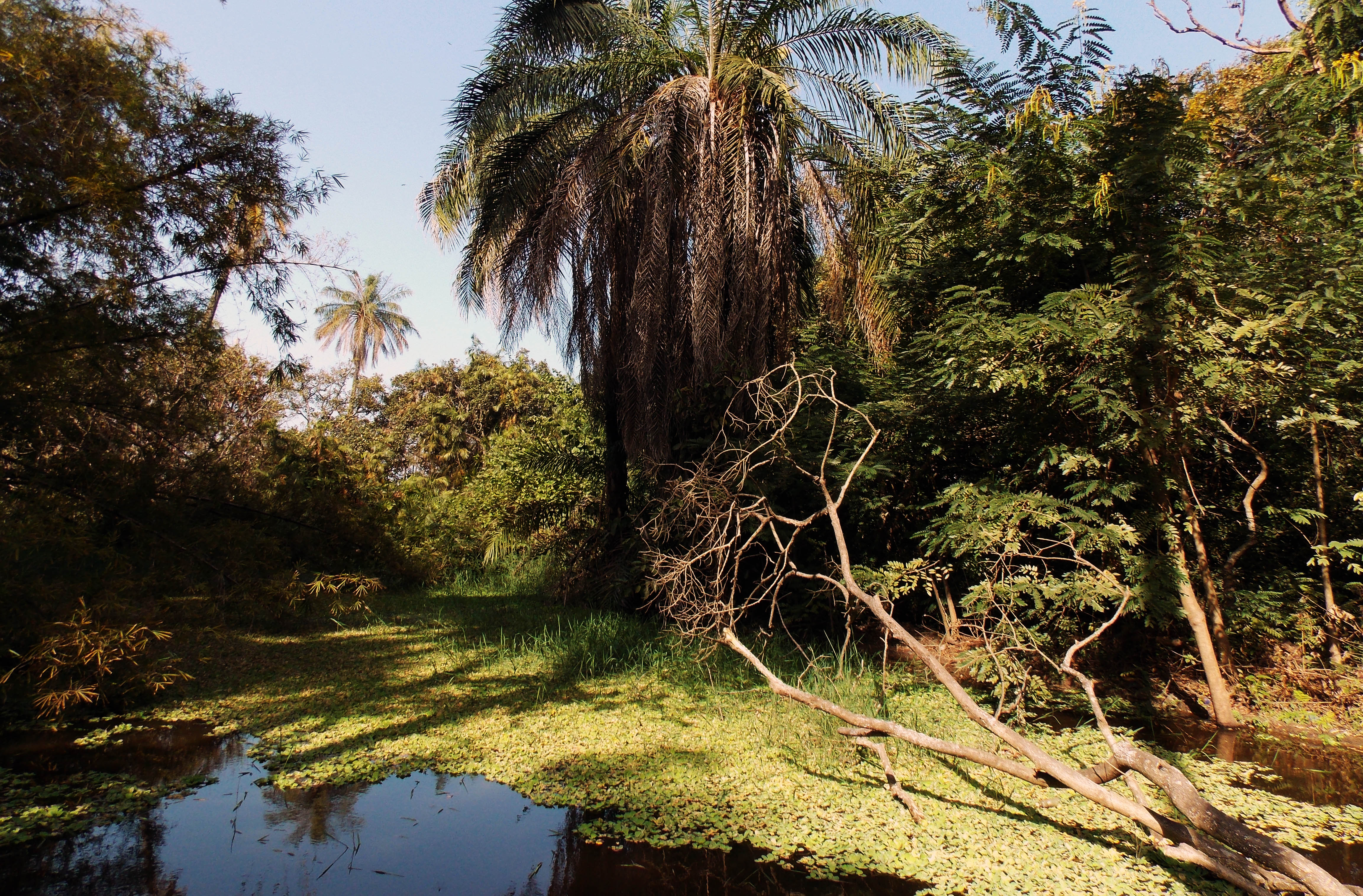
Réserve de flore, dont des palmiers à huile